# Сеука (Горж)
Сеука (рум. Seuca) — село у повіті Горж в Румунії. Входить до складу комуни Пештішань.
Село розташоване на відстані 250 км на захід від Бухареста, 19 км на захід від Тиргу-Жіу, 98 км на північний захід від Крайови.

## Населення
За даними перепису населення 2002 року у селі проживали 166 осіб, усі — румуни. Усі жителі села рідною мовою назвали румунську.